# Эвора-Монте
Эвора-Монте (порт.  Évora Monte) — фрегезия (район) в муниципалитете Эштремош округа Эвора в Португалии. Территория — 99,42 км². Население — 724 жителей. Плотность населения — 7,3 чел/км².